# Kathrin Hölzl
Pour les articles homonymes, voir Hölzl.
Kathrin Hölzl, née le 18 juillet 1984 à Berchtesgaden (Bavière), est une skieuse alpine allemande spécialiste des épreuves de slalom géant. Championne du monde en 2009 et vainqueur de la Coupe du monde de la discipline en 2010, 

## Biographie
Débutant dans les courses FIS en 1999, elle connaît sa première sélection internationale aux Championnats du monde junior 2001, où elle est sixième du slalom géant. Elle fait ses premiers pas dans l'élite en fin d'année 2011 à 17 ans en découvrant la Coupe du monde. Un an plus tard, elle se retrouve sur son premier podium en Coupe d'Europe dans une slalom géant.
Hölzl commence à marquer des points en Coupe du monde (30 premières) lors de la saison 2005-2006. En 2006-2007, elle continue de s'approcher du haut des classements, s'infiltrant dans le top dix à Aspen (sixième), puis Kranjska Gora, avant de se classer deuxième aux Finales de Lenzerheide en slalom géant, pour son premier podium. 
L'hiver suivant, elle obtient des résultats similaires, mais sans podium. Son deuxième intervient un mois avant les Championnats du monde 2009 avec une troisième place à Kranjska Gora. Lors de ces Mondiaux de Val d'Isère, elle crée la surprise au slalom géant en remportant l'épreuve devant Tina Maze. Elle est la première allemande titrée depuis 2001 et Martina Ertl sur le combiné.
En décembre 2009, pour la nouvelle saison, elle s'impose à deux reprises en slalom géant à Aspen et Lïnz, avant d'ajouter deux autres podiums à Cortina d'Ampezzo et Garmisch-Partenkirchen pour s'assurer le gain de son premier et unique petit globe de cristal, terminant en tête du classement de cette spécialité. 
Aux Jeux olympiques d'hiver de 2010, pour sa seule participation à l'événement, elle se place sixième du slalom géant remporté par sa compatriote Viktoria Rebensburg.
En fin d'année 2010, elle porte son total de podiums à neuf en Coupe du monde, mais doit renoncer à continuer la saison après le slalom de Flachau en raison de douleurs au dos.
Déjà, elle devait arrêter la saison 2011-2012 de façon prematurée, après une dernière course en Coupe du monde au mois de décembre, elle met ensuite un terme à sa carrière en 2013 à cause de ses problèmes de santé.

## Palmarès

### Jeux olympiques d'hiver
| Épreuve / Édition | Slalom géant |
| JO 2010 Vancouver | 6e           |

### Championnats du monde
| Épreuve / Édition | Are 2007 | Val d'Isère 2009 | Garmisch-Partenkirchen 2011 |
| Slalom géant      | 6e       | Or               | DNS2                        |
| Slalom            |          | 18e              |                             |

légende = DNS2 : n'a pas pris le départ de la deuxième manche

### Coupe du monde
- Meilleur classement général : 8e en 2010.
- Vainqueur du classement de slalom géant en 2010.
- 9 podiums (tous en géant) dont 2 victoires.

#### Différents classements en Coupe du monde
| Année/Classement | Année/Classement | Général | Général | Slalom géant | Slalom géant | Slalom | Slalom | Combiné | Combiné |
| ---------------- | ---------------- | ------- | ------- | ------------ | ------------ | ------ | ------ | ------- | ------- |
| Année/Classement | Année/Classement | Class.  | Points  | Class.       | Points       | Class. | Points | Class.  | Points  |
| 2006             | 2006             | 70e     | 59      | 26e          | 49           | 44e    | 10     | -       | -       |
| 2007             | 2007             | 29e     | 270     | 5e           | 228          | 34e    | 40     | 47e     | 2       |
| 2008             | 2008             | 24e     | 349     | 8e           | 236          | 17e    | 113    | -       | -       |
| 2009             | 2009             | 25e     | 291     | 12e          | 174          | 17e    | 117    | -       | -       |
| 2010             | 2010             | 8e      | 527     | 1er          | 471          | 27e    | 54     | 43e     | 2       |
| 2011             | 2011             | 25e     | 260     | 7e           | 200          | 29e    | 60     | -       | -       |

#### Détails des victoires en Coupe du monde
| Édition / Épreuve | Slalom géant | Total |
| 2010              | Aspen Linz   | 2     |
| Total             | 2            | 2     |

### Coupe d'Europe
- 10 podiums, dont 2 victoires en slalom géant.

### Championnats d'Allemagne
- Championne du slalom géant en 2009.